# Иванченко, Александр Семёнович
Александр Семёнович Иванченко (19 мая 1936 — 25 августа 2003) — советский, украинский и российский журналист, геолог и писатель.
Писал о древности и «арийском» происхождении славян, или «русичей».

## Биография
Родился 19 мая 1936 года в Мисайловке, Киевская область, в многодетной крестьянской семье.
В 1954 году окончил Высшие инженерные курсы геологов-разведчиков при Днепропетровском горном институте. В 1954—1956 годах занимался поисками алмазных месторождений, посетил Камчатку, Колыму, острова Ледовитого океана, Чукотку, Якутию.
В 1957—1960 годах работал корреспондентом центральных советских СМИ. Затем служил на флоте.
Литературным творчеством занялся детства — первые стихи и детские рассказы начали печатать в 1948 году, первая книга вышла в 1956 году. В подавляющем большинстве это литературно-художественные и публицистические произведения, написанные по мотивам его странствий. Отдельные произведения переведены на грузинский, молдавский, казахский, таджикский, татарский, узбекский, болгарский, польский, английский, немецкий и французский языки.
В 1979 году окончил Литературный институт имени Горького.
Умер 25 августа 2003 года в Москве. Похоронен на кладбище «Ракитки».

## Творчество
В «романе-расследовании» «Путями великого россиянина» (1986) Иванченко изложил ряд недостоверных фактов своей биографии. Сомнение вызывают приезд к нему в 1940 году наставника из Тибета, его шестичасовая беседа с Джавахарлалом Неру в Ташкенте, предложение беспартийному Иванченко отправиться замполитом с китобойной флотилией, которое, по его словам, поступило от Юрия Андропова, служба Иванченко в качестве военного советника в Индонезии, его работа с документами в США, Австралии и некоторых других странах. Согласно историкам Д. Д. Тумаркину и В. А. Шнирельману, Иванченко не мог плавать на подлодке по поручению Сукарно и не был советником последнего в Индонезии, не посещал места Николая Миклухо-Маклая на Новой Гвинее, не принимал участия в походах китобоев, не изучал никаких документов в Сиднее, где никогда не был, и т. д.
В книге «Путями великого россиянина» (издание 2006 года) Иванченко писал, что славяне, или «россичи» в древности изобрели дохристианское фонетическое письмо. По его мнению, в своих школах древние «россичи» изучали большое число иностранных языков, включая санскрит и шумерский, и по своей культуре превосходили древнюю Месопотамию. От них алфавит был получен всеми другими народами, начиная с этрусков и троянцев. Говорится о уничтожении христианами языческих духовных ценностей с целью порабощения «русичей» и ослабления их воли к сопротивлению, в чём замешаны евреи; иудейском Хазарском каганате, посягавшем на свободу славян в целях мирового еврейского господства.
Заявляя о верности антирасизму Миклухо-Маклая, Иванченко писал о несовместимости «арийского материализма» с «иудейской мистикой», стремлении евреев к захвату власти над миром и разделению и ослаблению СССР
В 2006 году неоязыческий автор О. М. Гусев переиздал книгу «Путями великого россиянина», где также изложил недостоверные факты, назвав Иванченко «доктором исторических наук», хотя этот писатель не имел учёной степени и отношения к науке. Вопреки утверждению Гусева, что Иванченко никак не мог издать данную книгу, в 1986 году полностью вошла в сборник Иванченко «Там, за горизонтом».
Издание 1986 года посвящалось любимому герою Иванченко — Николаю Миклухо-Маклаю, однако в книге 2006 года в основном говорилось о евреях, тогда как экскурсы в историю Миклухо-Маклая отошли на второй план. Роль евреев в российской истории подаётся в антисемитском духе. Кроме того, утверждается, что слова русского языка представляют собой аббревиатуру и обладают глубочайшим смыслом, что является одной из идей самого Гусева. Эти темы отсутствовали в первом издании книги. В книгу 2006 года был включён текст статьи Иванченко, вышедшей в 1988 году в журнале «Советская педагогика», приводившей некое «письмо академика Н. И. Вавилова», которое, по Иванченко, являлось его сильно урезанной цензурой речью на чествованиях Миклухо-Маклая. «Письмо» упоминало ряд сюжетов, которые проводил Иванченко: «казачий атаман Охрим», якобы предок Микухо-Маклая; триединство народов Древней Руси; «человеколюбивая для белой расы народная философия русичей»; идеи против «иудеохристианства» и в поддержку «славянского язычества». В письме говорилось также об «иудейской Хазарии», «докучавшей русичам». Оригинальная речь Вавилова не содержала этих сюжетов, и вовсе не имела ни одной фразы, соответствующей данному «письму». По мнению Шнирельман, «письмо» было создано самим Иванченко. Исходя из сюжетов книги и имеющейся в ней полемике с точками зрения академиков Б. А. Рыбакова и Д. С. Лихачева, её завершение Шнирельман датирует 1990 годом, когда эта тематика было актуальна. По его словам, трудно заключить, какая часть издания 2006 года принадлежит Иванченко, а какая была дописана Гусевым.
В романе Иванченко «Путями великого россиянина» рассказано о книге древних языческих волхвов «Лад Сварожья», написанной около трёх тысяч лет назад «славянской руницей» на специально обработанной телячьей коже, которая создавала голографические изображения, видимые только посвящённым. Книга излагала основы мироустройства и истории славян. Она была спасена жрецами, бежавшими от князя Владимира на Тибет. В конце 1930-х годов языческий жрец Зорин принёс её в одно из украинских сел специально для родившегося посвящённого, которого тот и обучал.

## Работы
- «Золотой материк» (1962),
- «В Южной Африке» (1963),
- «Дороги мужества» (1964),
- «Оскорбленные звезды» (1964),
- «В западном Иране» (1966),
- «На мертвом якоре» (1971),
- «Там, за горизонтом…» (1975),
- «Имя мое и дело мое принадлежат России» (1976),
- «Когда я работаю, я свободный» (1976),
- «Под свастикой расизма» (1978),
- «Где умирают альбатросы?» (1978),
- «Сын человечества» (1979),
- «Повести студеного юга» (1981),
- «Экзотика бриллиантовых берегов» (1984),
- «Пингвин Дружок» (1985; 1989),
- «Земля пяти солнц: Прошлое и настоящее Колымы» (1985),
- «Трубка пирата» (1986),
- «Десятый выстрел» (1986),
- «Рыцари золотого круга» (1986),
- «Голубой эшафот» (1986),
- Путями великого россиянина // Там, за горизонтом. — М.: Советский писатель, 1986. — С. 193—510.
  - Путями великого россиянина: роман-исследование о подлинной истории Руси-России. — СПб.: О. М. Гусев, 2006.
- Ученый-энциклопедист // Советская педагогика. — 1988. — № 12. — С. 93—104.
- «О меньших братьях» (1988),
- «Четыре века Тюмени: Очерки живой истории старинного сибирского города» (2004)